# Шолак
Шолак (фр. Chaulhac) насеље је и општина у јужној Француској у региону Лангдок-Русијон, у департману Лозер која припада префектури Манд.
По подацима из 1999. године у општини је живело 79 становника, а густина насељености је износила 8 становника/km². Општина се простире на површини од 9,47 km². Налази се на средњој надморској висини од 916 метара (максималној 1.024 m, а минималној 740 m).

## Демографија
| 1962. | 1968. | 1975. | 1982. | 1990. | 1999. |
| ----- | ----- | ----- | ----- | ----- | ----- |
| 139   | 127   | 109   | 109   | 91    | 79    |

График промене броја становника у току последњих година